# Top of the Top Sopot Festival 2023
Top of the Top Sopot Festival 2023 – 56. edycja polskiego festiwalu muzycznego Sopot Festival. Odbyła się od 21 do 24 sierpnia 2023 w Operze Leśnej w Sopocie. Została zorganizowana przez Festival Group, Bałtycką Agencję Artystyczną BART, Miasto Sopot i TVN Warner Bros. Discovery. Transmisja na żywo wszystkich czterech dni odbyła się w telewizji TVN i serwisie strumieniowym Player.
Festiwal odnotował średnią oglądalność na poziomie 1,16 miliona widzów.

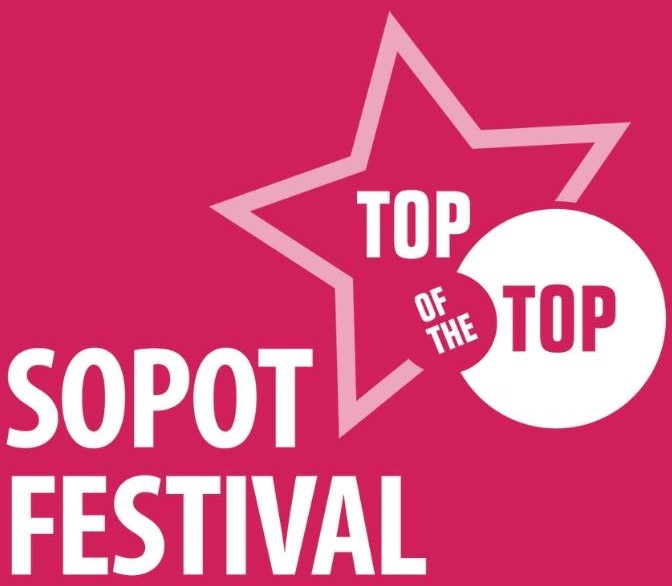
Logotyp Top of the Top Sopot Festival 2023

## Dzień pierwszy (21 sierpnia 2023): koncert#I Dance
W pierwszy dzień festiwalu odbył się koncert #I Dance poświęcony muzyce tanecznej. Poprowadziły go Paulina Krupińska-Karpiel, Gabi Drzewiecka, Małgorzata Rozenek-Majdan, Anna Senkara, Ola Filipek i Julia Wieniawa.
| Wykonawcy                                        | Utwory |
| ------------------------------------------------ | --- |
| Krzysztof Zalewski                               | „Szare miraże”„Boskie Buenos (Buenos Aires)” (z Natalią Przybysz)                                                                                                   |
| Ania Karwan                                      | „Cykady na Cykladach” |
| Natalia Przybysz                                 | „Zew”„Miód” (z Krzysztofem Zalewskim)„I Can’t Stand the Rain” |
| Margaret Ania Karwan Natalia Przybysz Sara James | „Jenny”„Think”„Supermenka”„Podaruj mi trochę słońca”„Żyj sobie sam”                                                                                                 |
| Ørganek                                          | „Walcz”„Wiosna” |
| T.Love                                           | „I Love You”„Warszawa” |
| Grzegorz Hyży                                    | „Kochanie to ja!”„Król nocy” |
| Margaret                                         | „What You Do”„Tańcz głupia” |
| Sylwia Grzeszczak                                | „Co z nami będzie” (z Liberem)„Małe rzeczy”„Sen o przyszłości”„Pożyczony”„Bezdroża” (z Mateuszem Ziółko)„Księżniczka”„O nich, o Tobie”„Bang Bang”„Tamta dziewczyna” |
| Michał Szpak                                     | „Like a Prayer”/„Dziwny jest ten świat”„Color of Your Life”„Gaja”„Like a Prayer” (z Beatą Kozidrak)                                                                 |
| Kaeyra                                           | „Flowers”„Put Me First” |
| LemON                                            | „Napraw”„Dużo Ciebie mi”„Tylko mnie poproś do tańca” (z Sarą James)„Scarlett”                                                                                       |
| Kombii                                           | „Awinion”„Nasze rendez-vous”„Pokolenie” |
| Dr Misio                                         | „Chory na Polskę” |
| Red Lips                                         | „To co nam było”„Dzika rzeka” |
| Fast Boy                                         | „Forget You”„Bad Memories” |

## Dzień drugi (22 sierpnia 2023): koncert#Summer Vibesi konkurs o Bursztynowego Słowika
W drugi dzień festiwalu przeplatały się: koncert #Summer Vibes z piosenkami w wakacyjnych aranżacjach oraz konkurs o Bursztynowego Słowika. Poprowadzili go Marcin Prokop, Wojciech Łozowski i Mery Spolsky.
| Wykonawcy           | Utwory                                                            |
| ------------------- | ----------------------------------------------------------------- |
| Lady Pank           | „Mniej niż zero”„Kryzysowa narzeczona”„Tacy sami”                 |
| Ewa Farna           | „Na skróty”„Ulubiona rzecz”„Znak”                                 |
| Agnieszka Chylińska | „Kiedy powiem sobie dość”„Kiedyś do ciebie wrócę”„Winna”          |
| Kayah               | „Testosteron”„Vino” (z Margaret)                                  |
| Mesajah             | „Lepsza połowa”„Każdego dnia”                                     |
| Wilki               | „Urke”„Love Story”                                                |
| Margaret            | „Serce baila”„Reksiu”                                             |
| Lady Pank           | „Zostawcie Titanica”„Zawsze tam, gdzie ty”                        |
| Lisha & The Men     | „Zatańcz”                                                         |
| Blue Café           | „You May Be in Love”„Reflection”„Niewidzialni”„Buena”„Hallelujah” |
| Łukasz Zagrobelny   | „Hero”„Życie na czekanie”                                         |
| Joanna Jakubas      | „Flamenco”„La Isla Bonita”                                        |

| Wykonawcy       | Utwory               |
| --------------- | -------------------- |
| Aden Foyer      | „The Ballet Girl”    |
| Effy            | „Nie broń mi”        |
| Paula Roma      | „Śmiało”             |
| Bovska          | „Ziemia mi się pali” |
| Rubens          | „Pantera Disco”      |
| Kwiat Jabłoni   | „Od nowa”            |
| Daria ze Śląska | „Gambino”            |

Konkurs wygrał zespół Kwiat Jabłoni.

## Dzień trzeci (23 sierpnia 2023): koncert#Great Moments
W trzeci dzień festiwalu odbył się koncert #Great Moments. Poprowadzili go Agnieszka Woźniak-Starak, Dorota Wellman, Olivier Janiak i Marcin Prokop.
| Wykonawcy            | Utwory                                                                  |
| -------------------- | ----------------------------------------------------------------------- |
| Agnieszka Chylińska  | „Jest nas więcej”„Drań”„Królowa łez”                                    |
| Wiktor Dyduła        | „Koło fortuny”„Pal licho!”                                              |
| Małgorzata Ostrowska | „Meluzyna” (z Wiktorem Dydułą)„Gołębi puch”                             |
| Reni Jusis           | „Kiedyś cię znajdę” (z Kayah)„It’s Not Enough” (z Mery Spolsky i Kayah) |
| Nosowska             | „Przytomna”„Arahja”                                                     |
| Julia Wieniawa       | „Nie muszę”„Omamy”                                                      |
| Urszula              | „Dmuchawce, latawce, wiatr”„Rysa na szkle”„Konik na biegunach”          |
| Sorry Boys           | „Moje kochanie”                                                         |
| Oskar Cyms           | „Niech mówią”                                                           |
| Natalia Nykiel       | „Bądź duży”„Error”„Bye Bye”„Spokój”                                     |
| Feel Clödie          | „Mój jest ten kawałek podłogi”„No pokaż na co cię stać”                 |
| Natalia Szroeder     | „Powinnam?”„Voyage Voyage”                                              |
| Natalia Kukulska     | „Decymy”„W biegu”                                                       |
| Ralph Kaminski       | „Morze”„Już nie ma dzikich plaż”„2009”                                  |
| Ewelina Lisowska     | „I Will Survive”                                                        |
| Emo                  | „Letni deszcz”                                                          |
| Kayah Michał Szpak   | „Sweet Dreams (Are Made of This)”                                       |

## Dzień czwarty (24 sierpnia 2023): koncert#Magic Words
W czwarty dzień festiwalu odbył się koncert #Magic Words, podczas którego wykonawcom towarzyszyła orkiestra. W pierwszej części dyrygował jej Daniel Nosewicz, zaś w drugiej Nikola Kołodziejczyk. Koncert poprowadził Maciej Stuhr.
| Wykonawcy                             | Utwory                                                                     |
| ------------------------------------- | -------------------------------------------------------------------------- |
| Małgorzata Ostrowska                  | „Płonąca stodoła”                                                          |
| Kayah Arek Kłusowski                  | „Chwytaj dzień”                                                            |
| Andrzej Piaseczny                     | „Rzuć to wszystko co złe”                                                  |
| Natalia Przybysz                      | „Jednego serca”                                                            |
| Andrzej Lampert                       | „Jej portret”                                                              |
| Sławek Uniatowski                     | „Nad wszystko uśmiech twój”                                                |
| Rubens                                | „Bo jesteś ty”                                                             |
| Ania Karwan                           | „Przyjdź w taką noc”                                                       |
| Mrozu                                 | „Szerokie wody”                                                            |
| Małgorzata Ostrowska                  | „Wszystko mi mówi, że ktoś mnie pokochał”                                  |
| Ania Karwan                           | „W dzikie wino zaplątani”                                                  |
| Krystyna Prońko                       | „Małe tęsknoty”                                                            |
| Kuba Badach                           | „C’est la vie – Paryż z pocztówki”                                         |
| Krystyna Prońko Chór Music Everywhere | „Psalm stojących w kolejce”                                                |
| Kasia Moś                             | „Jeszcze w zielone gramy”                                                  |
| Ania Rusowicz                         | „Dni, których nie znamy”                                                   |
| Jan Emil Młynarski                    | „Jesteśmy na wczasach”                                                     |
| Łukasz Zagrobelny                     | „Będziesz moją panią”                                                      |
| Kuba Badach                           | „Zielono mi”                                                               |
| Michał Bajor Włodzimierz Korcz        | „Ogrzej mnie”„Nie chcę więcej”„Moja miłość największa” (z Alicją Majewską) |
| Mery Spolsky                          | „Hi-Fi”                                                                    |
| Arek Kłusowski                        | „Nim stanie się tak, jak gdyby nigdy nic nie było”                         |
| Kayah                                 | „Mówię ci, że…”                                                            |
| Igor Herbut                           | „Tak… Tak… to ja”                                                          |
| Natalia Nykiel                        | „Moja krew”                                                                |
| Krystian Ochman                       | „Daj mu żyć”                                                               |
| Kortez                                | „Gdy nie ma już mnie”                                                      |